# 港が見える丘 (ちあきなおみのアルバム)
『港が見える丘』（みなとがみえるおか）は、ちあきなおみのアルバム。1985年（昭和60年）2月5日にビクター・Invitationから発売された。

## 解説
ビクター在籍時代、ちあきは計4枚のアルバムを発表したが、本作はその最後の作品である。フランスのシャンソン、ジャズ、ポルトガル民謡・ファドと外国の曲をカバーしてきたそれまでのアルバムとは趣を変え、本作は戦前・戦後の日本の流行歌をカバーしている。
前作「待夢（たいむ）』からちあきの作品を担当していたピアニストの倉田信雄とロックバンド・ムーンライダーズのメンバーである武川雅寛がアレンジを担当し、その斬新なアレンジが当時話題となった。これに関して、本作品のプロデューサーを担当した東元晃は『シャンソン〜ジャズ〜ファドと続けてきた流れを壊さず、かつての日本の名曲を、リズム、ハーモニー等新しく衣替えしたサウンドを従えて、彼女（ちあき）の情感あふれる歌唱が舞い踊る』という企画意図があったという事を歌詞カードのコメントに綴っている。
のちに収録曲「星影の小径」が、アルバム発売と同年のAGF「マキシム・レギュラーコーヒー」のCMソングに採用された。その後、ちあきが芸能活動を休止した後も1992年（平成4年）のアウディ、2006年（平成18年）のキリンビバレッジ「実感」とそれぞれのCMソングに採用され、それらに併せてシングルも発売された（それぞれカップリング曲は、アルバム表題曲の「港が見える丘」）。
のちに1993年と2006年にそれぞれ再発売された際に、タイトルを『星影の小径』と改題して発売された。

## 収録曲
1. 星影の小径
作詞：矢野亮、作曲：利根一郎、編曲：倉田信雄
  - 1950年発表の小畑実のカバー。
2. 雨に咲く花
作詞：高橋掬太郎、作曲：池田不二男、編曲：倉田信雄
  - 1935年発表の関種子のカバー。井上ひろしのリバイバル・ヒットでも有名。
3. 港が見える丘
作詞・作曲：東辰三、編曲：武川雅寛
  - 1947年発表の平野愛子のカバー。
4. 上海帰りのリル
作詞：東条寿三郎、作曲：渡久地政信、編曲：倉田信雄
  - 1951年発表の津村謙のカバー。
5. 青春のパラダイス
作詞：吉川静夫、作曲：福島正二、編曲：倉田信雄
  - 1946年発表の岡晴夫のカバー。
6. ハワイの夜
作詞：佐伯孝夫、作曲：司潤吉、編曲：武川雅寛
  - 1952年発表の鶴田浩二のカバー。
7. 水色のワルツ
作詞：藤浦洸、作曲：高木東六、編曲：武川雅寛
  - 1950年発表の二葉あき子のカバー。
8. 雨のブルース
作詞：野川香文、作曲：服部良一、編曲：武川雅寛
  - 1938年発表の淡谷のり子のカバー。
9. 夜霧のブルース
作詞：島田磬也、作曲：大久保徳二郎、編曲：倉田信雄
  - 1947年発表のディック・ミネのカバー。